# 埃及聖䴉
埃及聖䴉，又名埃及聖朱鷺、埃及聖鷺、聖䴉、巫婆鳥，是分布於撒哈拉以南非洲與伊拉克東南部的一種朱鷺。牠們在古埃及備受尊敬，經常被製成木乃伊當做智慧之神托特的象徵。如今牠們也被引入到法國、義大利、西班牙、美國與臺灣，且在這些地區已成為強勢的入侵種。

## 特徵

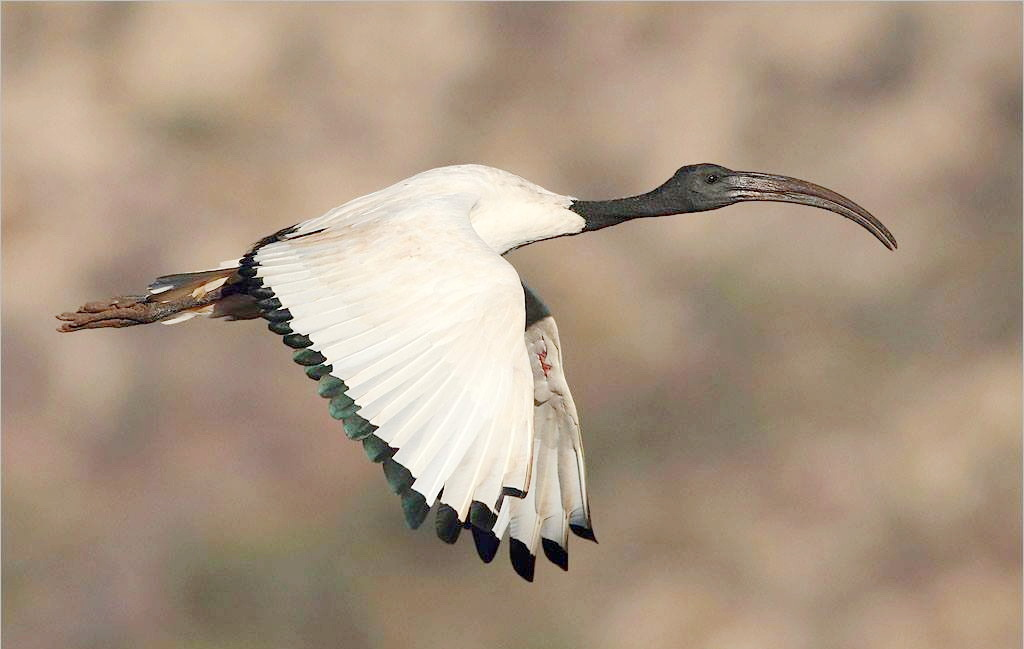
飛行中的埃及聖䴉，攝於南非匹蘭斯堡狩獵保護區

埃及聖䴉成鳥長68厘米，身體全白，後羽黑色。頭部及頸部都是禿及黑色的，喙厚而彎，腳也是黑色的。飛行時雙翼張開後邊有一道黑色羽毛。
雄鳥及雌鳥相似，雛鳥呈灰白色，喙較短，頸上有一些羽毛。生物學分類上屬於鸛形目、朱鷺科、朱鷺亞科，身長為65-89公分，體重約為1500公克，展翅長可逹112-124公分，全身白色，頭至頸為黑色裸皮，嘴喙黑色，喙長且下彎，腰及翼邊飾羽黑色；初級、次級飛羽尖端黑色，尾羽白色，停棲時翼緣收縮在尾部呈黑色(Hoyo et al. 1992)。

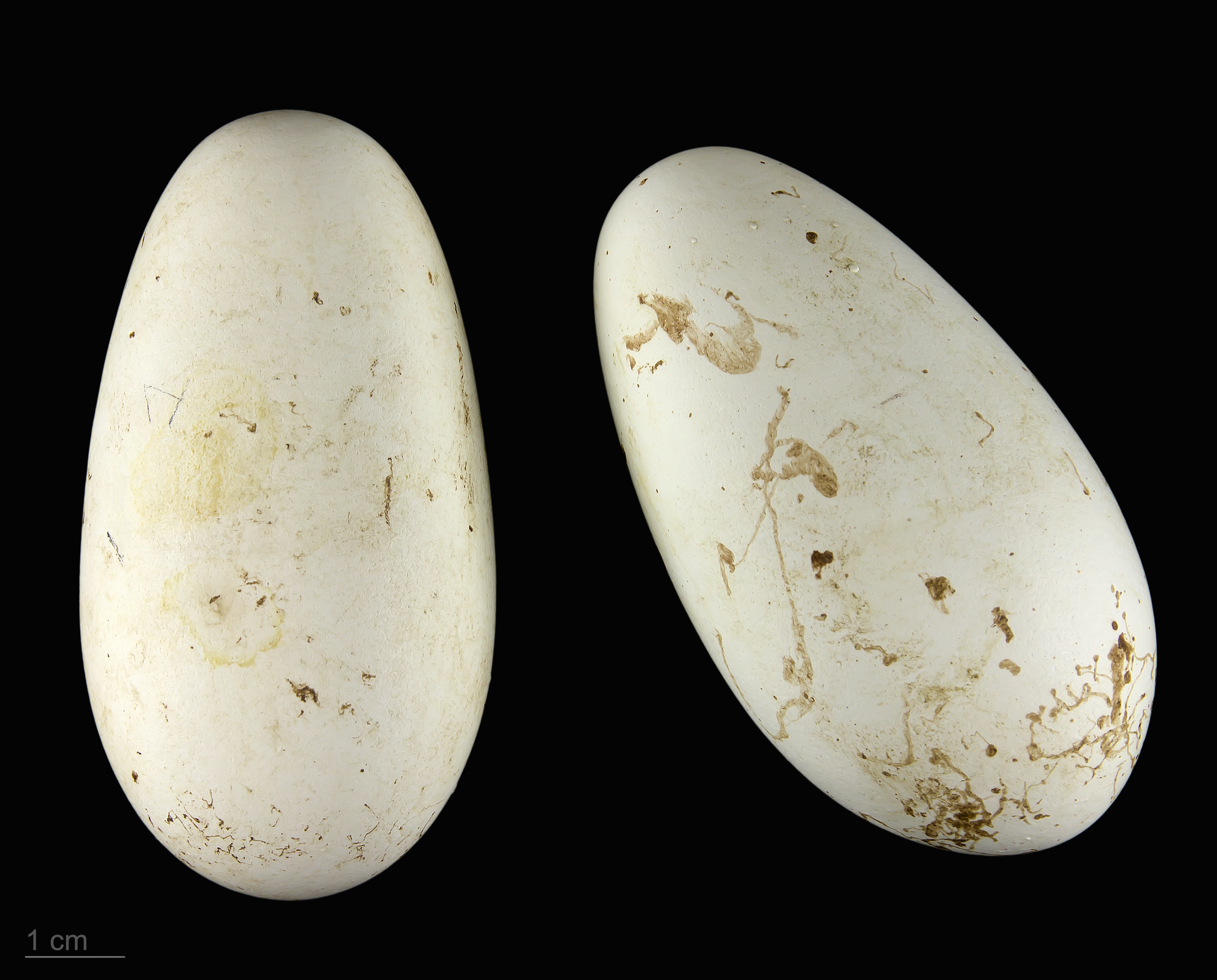
埃及聖䴉的蛋

## 行為
埃及聖䴉在樹上築巢，會與其他水鳥（如鷺科）一同生活。牠們很多時會在猴麵包樹上以樹枝築巢，每次產2-3顆蛋。
埃及聖䴉在沼澤濕地及泥濘出沒，有時會到訪農地及垃圾站。牠們主要吃魚類、青蛙及其他水中生物，包括昆蟲與福壽螺等螺類。
埃及聖䴉很安靜，但有時也會發出一些鳴聲。

## 保育
埃及聖䴉是《非洲-歐亞大陸遷徙水鳥保護協定》中所保護的物種之一。

## 棲息地
埃及聖䴉的原生分布區域大致位於非洲撒哈拉沙漠以南、東非、衣索匹亞至南非、馬達加斯加與阿爾達布拉群島，以及兩河流域等地區，於當地是普遍的留鳥。另外，雖然埃及聖䴉以埃及為名，但埃及境內自從1850年代後就罕有紀錄，如今幾乎可以確定埃及聖䴉已沒有分布於埃及的族群。

## 生態入侵
在歐亞地區的國家內的市區動物園或郊外的野生動物園，聖鹮常被作為商業利用而引進至動物園的物種，但因管理方式為是採以開放式的管理方式（非一般大型鳥籠的圈養方式），因此極容易讓其逃逸，繼而形成入侵物種。埃及聖鹮適應生態環境的能力頗強，在逸出之後，目前造成大西洋沿岸國家皆有埃及聖鹮入侵繁殖的野外族群分布。
引入到南歐的埃及聖䴉急速破壞了燕鷗等動物的棲息地，且與牛背鷺及白鷺競爭築巢的地方。牠們很能適應環境，在冬天的時候會吃垃圾來補充牠們的食物。
2010年代後，在台灣西部濱海地區也可看到牠們。保守估計全台灣約有1200至1500隻的族群量。由於埃及聖䴉在台灣幾乎無天敵，對台灣當地的生態造成影響。 
根據中華鳥會的評估，2017年埃及聖䴉數量大約是2,227至3,046隻之間，比起兩年前幾乎翻倍，專家也觀察到，牠們不只在沿海出現，也順著河流往內陸蔓延。
由於超量的關係，林務局於2018年決定使用槍枝撲殺埃及聖䴉，經內政部警政署同意後購置5把氣槍嘗試開展撲殺行動，於2019年2月底召集了具原住民身份或服役時曾受過相關射擊專長訓練的護管人員34名，開始進行移除人員培訓。
2019年3月於嘉義縣東石鄉網寮村之公墓發現大量築巢的埃及聖䴉巢區，經嘉義縣野鳥學會使用空拍機拍攝後，估計約有1000巢、2000隻以上數量。同月5日，聯合報記者魯永明發表〈移除爆量外來種埃及聖䴉 嘉義空氣槍撲殺臨時喊停〉，文中指林務局委託廠商以網具或陷阱捕捉成鳥，再移除鳥蛋。嘉義東石巢區因地形尚屬平坦，會勘決定選用陷阱跟網具移除為最有效率的方式，以捕獲較多數量的個體。
林務局統計移除成果為：2019年移除5,831顆卵、1,210隻雛鳥、390隻亞成鳥及825隻成鳥；2020年移除12,690隻成鳥、1,231雛鳥及1,440顆蛋；2021年1至6月已移除2,042隻成鳥。

## 神話傳說

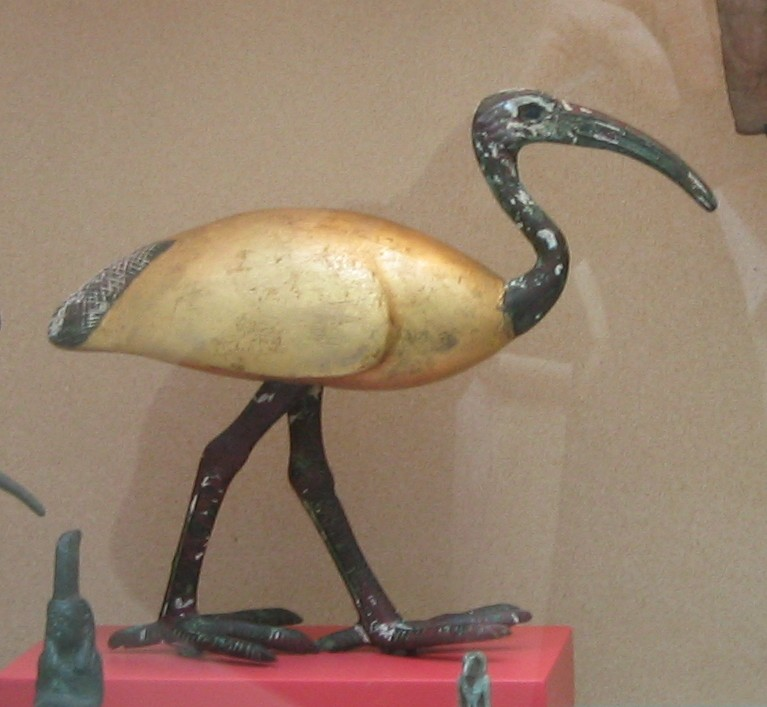
埃及聖䴉雕像。

在古埃及，埃及聖䴉倍受尊崇，且會被製成木乃伊，成為托特的象徵。希羅多德及老普林尼都指埃及聖䴉可以對抗蛇。另亦有指只要將埃及聖䴉作為祭牲，就可以殺死帶來瘟疫的蒼蠅。

## 註解
1. ↑  「䴉，左睘右鳥」，拼音：，注音：，切，音同「還」[3]
2. ↑  「䴉，左睘右鳥」，拼音：，注音：，切，音同「旋」[3]

## 外部連結
- Internet Bird Collection （页面存档备份，存于）
- 社團法人台灣環境資訊協會 （页面存档备份，存于）